# Rosika Miklos
Rosika Miklos é uma personagem do filme The Living Daylights, 15.º da série cinematográfica de James Bond e primeiro com Timothy Dalton no papel do espião. Foi interpretada nas telas pela atriz britânica Julie T. Wallace.

## Características
Alta, forte e dona de grande peitoral, Rosika tem uma pequena mas cômica e importante participação no início do filme. É ela quem ajuda Bond a enviar o desertor soviético General Koskov para o Ocidente através de uma tubulação de gás.

## No filme
Rosika aparece no início do filme, de macacão de funcionária do Oleoduto Transiberiano, abrindo os portões da empresa para receber Bond que vem em companhia de Koskov, e recebe o espião – que a apresenta ao general como "esse é o nosso homem" – dizendo que "é bom trabalhar novamente com ele", o que faz crer que mesmo sem ter aparecido em qualquer filme anterior, a personagem já participou de alguma missão de Bond não conhecida. Ela leva os dois, burlando a vigilância e os técnicos do local, até o tubo do oleoduto que contém a cápsula planejada para transportar um homem através dele. Ela enfia o apavorado Koskov dentro da cápsula, com uma máscara de oxigênio para a travessia, a tranca e avisa a Bond que quando a pressão no relógio chegar a 100 ela deve ser solta. Mas como isso faz com que o painel acenda como uma árvore de natal na sala de controle, Rosika deixa Bond e vai até esta sala para desviar a atenção do velho técnico de plantão.
Quando chega no centro de controle, ela solta os cabelos e abre o macacão  mostrando enormes seios mal cobertos por um soutien. Quando na sala do tubo Bond libera a cápsula com Koskov e as luzes acendem e os controles apitam na sala de controle, ela se agarra com o  velho técnico,  aperta e esfrega seu rosto fortemente contra seus seios, sufocando-o e atordoando-o, desviando sua atenção. Depois da saída da cápsula, quando os painéis da sala apagam, ela se solta bruscamente do velho, fecha com rispidez o macacão e lhe pergunta em russo, com indignação fingida, "que tipo de garota ele acha que ela é?". 